# Cornea-erosie
Een cornea-erosie is een oppervlakkige verwonding van het hoornvlies (cornea), waarbij het bedekkende cornea-epitheel is beschadigd, en soms ook het onderliggende cornea-weefsel licht is beschadigd.
Ze ontstaan in de praktijk meestal doordat men iets in het oog krijgt, een terugverend takje bij het snoeien of een onverhoeds priemend vingertje van een baby of zeer jong kind. Klachten: meestal matige tot flinke pijn, roodheid, gevoel of er iets in het oog zit bij knipperen, tranen, soms iets wazig zien.
Als de verwonding niet penetrerend is (pas op bij dingetjes in het oog onder het beitelen of hakken!) en er geen vuiltjes of stukjes vreemd materiaal in het oog zijn achtergebleven zal de genezing meestal vlot verlopen (1 tot enkele dagen). Het is verstandig een dergelijk letseltje ook als het op het eerste gezicht onschuldig of minimaal is door een arts te laten onderzoeken om ernstiger letsel uit te sluiten. Genezing verloopt het best onder een gesloten (dichtgeplakt) ooglid.

## Recidiverende cornea-erosie
Van een recidiverende cornea-erosie (of: recidiverende erosie) is sprake wanneer het litteken van een herstelde cornea erosie wederom beschadigd raakt. Het volledig herstel van een cornea-erosie kan daarom best lang duren, tot wel een jaar.

## Diagnose en behandeling
Misdiagnose van een cornea-erosie is niet ongewoon, omdat de symptomen soms overeenkomen met de symptomen van andere oorzaken, bijvoorbeeld allergische reacties. De misdiagnose wordt in de hand gewerkt omdat veel huisartsen niet over de juiste apparatuur beschikken om de erosie goed te kunnen zien. Deze apparatuur is meestal wel beschikbaar bij oogspecialisten in ziekenhuizen.
De behandeling van cornea-erosie is over het algemeen vrij eenvoudig: de eerste paar dagen wordt een antibioticumzalf, bijvoorbeeld chlooramphenicol, in het oog toegediend en wordt het oog afgeplakt, bij voorkeur op zo'n manier dat de oogbol geïmmobiliseerd wordt, zodat de oogbol niet kan bewegen. Dit verhelpt de ergste symptomen en een goeddeels herstel, en door het geïmmobiliseerde oog heeft de patiënt minder pijn. Ook is er de mogelijkheid tot het plaatsen van een zogenaamde "bandage contactlens". Een zeer ruime dunne soepele beschermlens, waardoor het ooglid niet meer direct over de beschadiging schuurt. Er blijft echter een litteken over, dat veel tijd, tot een jaar, nodig heeft om te herstellen. Indien de patiënt zelf te weinig oogvocht aanmaakt tijdens het slapen, kan deze daarom voor het slapen gaan een beetje wolvet (oculentum simplex) in het oog aanbrengen, zodat het oog 's nachts niet uitdroogt.